# Mahindra Racing
La Mahindra Racing è una squadra di corse automobilistiche con sede a Banbury, in Inghilterra, che gareggia con licenza indiana. Il team, che fa parte del gruppo Mahindra, partecipa attualmente in Formula E.
In passato Mahindra ha partecipato al motomondiale, schierando una squadra nella categoria junior 125cc (poi ribattezzata Moto3) tra il 2011 e il 2015. In seguito il marchio si è concentrato sulla fornitura di moto e motori, fino a ritirarsi dallo sport nel 2017.

## Motomondiale
In seguito all'acquisizione della Kinetic, anche per far conoscere maggiormente il suo nome a livello internazionale, ha deciso di partecipare dal 2011 alle gare del motomondiale della classe 125, portando avanti il progetto utilizzato precedentemente da altre aziende, quello della Engines Engineering 125, rimarchiato appunto Mahindra.
Dal Motomondiale 2012 corre in Moto3 con la Mahindra MGP3O. Il 26 giugno 2016, in occasione del Gran Premio d'Olanda, con il pilota Italiano Francesco Bagnaia, Mahindra ottiene la sua prima vittoria nel motomondiale. Il marchio ha concluso il suo impegno nel motomondiale nel 2017.

## Formula E

### 2014-2015

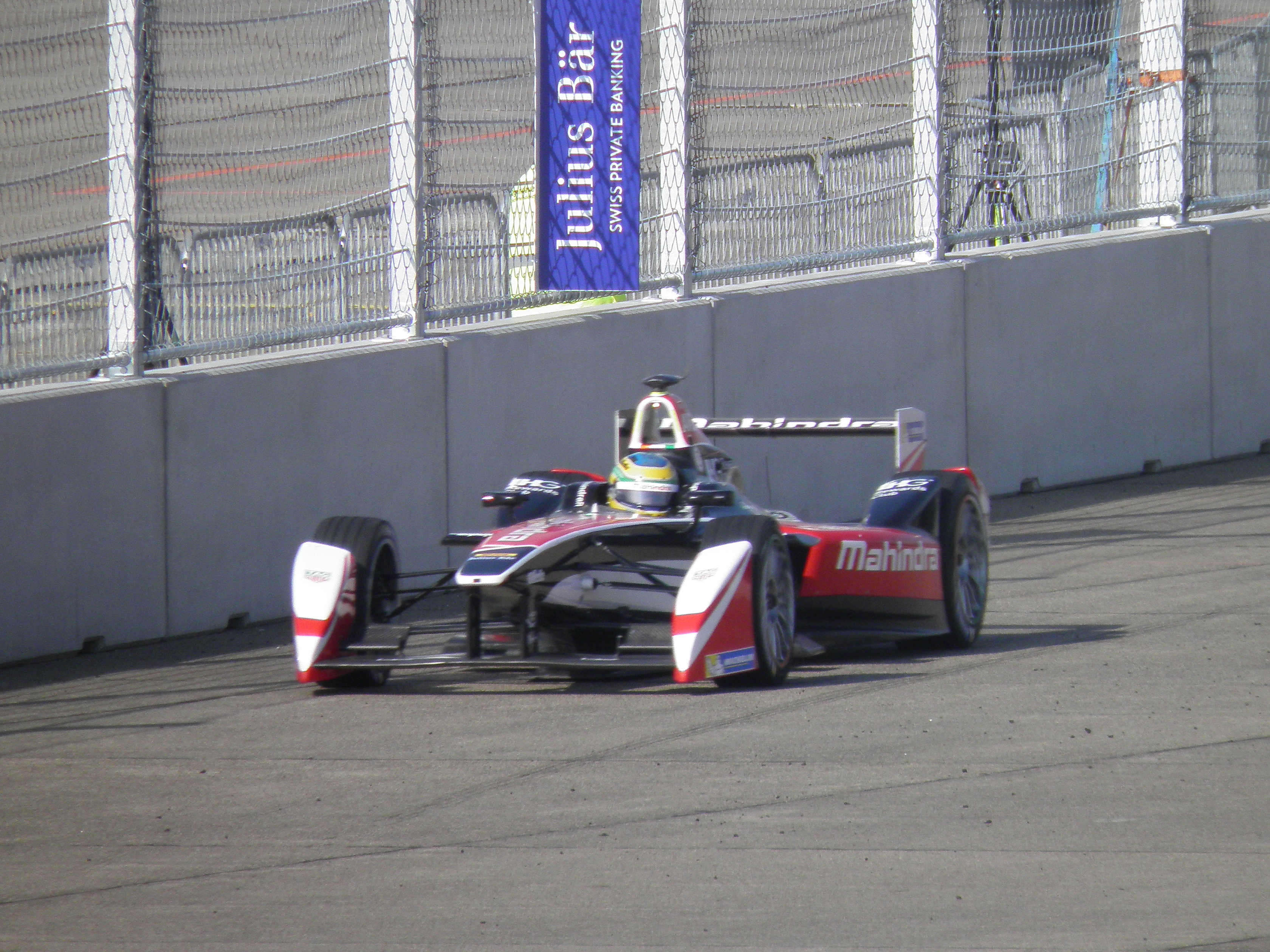
Senna a Berlino nel 2015.

Per la prima stagione i piloti designati sono Karun Chandhok e Bruno Senna. Nessuno dei due riesce ad ottenere un podio durante la stagione, e il miglior risultato è il 4º posto ottenuto da Senna a Londra. La squadra termina il campionato all'8º posto con 58 punti.

### 2015-2016
Per la seconda stagione viene confermato Bruno Senna, ma al posto di Chandhok arriva dalla Venturi Grand Prix il tedesco Nick Heidfeld.. La squadra corre la seconda stagione con un motore costruito in proprio.
La stagione inizia bene: nelle prime due gare il team ottiene un podio, con Nick Heidfeld, ed un 5º posto con Bruno Senna. Il terzo E-Prix è avaro di punti, che però arrivano a Buenos Aires con il 7º posto di Heidfeld e il 10° di Senna. Il prosieguo della stagione si rivelerà positivo, con il 4º posto di Heidfeld a Long Beach e il 2° di Senna a Londra. A fine anno il team sarà 5º in classifica costruttori.

### 2016-2017
Per la stagione 2016-17 viene confermato Nick Heidfeld mentre al posto di Bruno Senna viene chiamato lo svedese Felix Rosenqvist. Il powertrain (M3ELECTRO) è composto da un motore fornito dalla italiana Magneti Marelli e da una trasmissione a 2 marce.
La vettura si dimostra competitiva con 2 podi (prima Heidfeld e poi Rosenqvist) nelle prime 2 gare. Nel secondo appuntamento stagionale Rosenqvist ottiene anche la prima storica pole position per il team. In Messico Heidfeld e Rosenqvist sono costretti al ritiro mentre erano rispettivamente 4° e 8°. L'E-Prix di Berlino 2017 si rivela essere un appuntamento storico per il team, che conquista la sua prima vittoria nella categoria con Felix Rosenqvist. La squadra termina il campionato in terza posizione con 215 punti ottenuti.

### 2017-2018
Per la stagione 2017-2018 vengono confermati Heidfeld e Rosenqvist, con quest'ultimo che ottiene tre pole e due vittorie nella prima parte della stagione. I risultati peggiorano nella seconda parte di stagione e il team si ferma al quarto posto della classifica a squadre.

### 2018-2019
Per la quinta stagione del campionato i piloti schierati sono Jérôme d'Ambrosio e Pascal Wehrlein, anche se quest'ultimo viene sostituito per la prima gara da Felix Rosenqvist a causa di problemi contrattuali con la Mercedes.

### 2019–20
Per la Stagione 6 Wehrlein e d'Ambrosio continuano con la squadra. Il 24 giugno 2020, il team annuncia la sostituzione di Wehrlein con Alex Lynn per il resto del campionato. La squadra chiude la stagione 2019–20 al nono posto nella classifica costruttori. D'Ambrosio annuncia poi il suo ritiro dalle competizioni professionistiche per assumere il ruolo di team principal alla Venturi Racing.

### 2020–21
Il 29 ottobre 2020, Mahindra presenta la nuova M7Electro e conferma Alexander Sims e Alex Lynn come piloti per la stagione 2020–21 di Formula E. Lynn riporta il team alla vittoria conquistando Gara 2 dell'E-Prix di Londra.

### 2021–22
Per la Stagione 8 di Formula E il team ingaggia Oliver Rowland al posto di Alex Lynn, Alexander Sims viene confermato. La stagione si conclude con solamente 6 piazzamenti a punti, tra questi un secondo posto all'E-Prix di Seoul per Rowland.

### 2022–23
Sims lascia il team e Mahindra decide di sostituirlo con il campione della Stagione 3, Lucas di Grassi. Il team principal Dilbagh Gill lascia la squadra nel settembre 2022 ed entra in un periodo di gardening leave; Frédéric Bertrand prende il suo posto. Tutte le vetture Mahindra, le ufficiali e le clienti del team ABT, non partecipano all'E-Prix di Città del Capo a causa di preoccupazioni riguardanti la sicurezza delle sospensioni posteriori. A maggio, Mahindra annuncia l’uscita di Oliver Rowland, sostituito da Roberto Merhi dall’E-Prix di Giacarta fino a fine stagione.

### 2023–24
Nonostante un contratto valido per il 2024, Mahindra annuncia la separazione da di Grassi. Successivamente il team annuncia l'ingaggio di Nyck de Vries, campione della Stagione 7, e di Edoardo Mortara. A gennaio 2024, Mahindra riceve forti critiche per l’uso di un’intelligenza artificiale generativa per creare una finta ambasciatrice del marchio su Instagram, chiamata "Ava Rose", invece di assumere una donna reale. Dopo le polemiche, l’account di "Ava Rose" viene cancellato (insieme al post che annuncia la collaborazione), e il CEO e team principal di Mahindra Racing, Frédéric Bertrand, pubblica una dichiarazione in cui annuncia la fine del programma. Per l'E-Prix di Berlino, causa impegni nel campionato WEC, de Vries viene sostituito da Jordan King.

### 2024-25
Nyck de Vries ed Edoardo Mortara, legati da un contratto pluriennale, rimangono con il team. La stagione, che vede l'esordio della Gen3 Evo, risulta più competitiva rispetto alla precedente. L'olandese conquista il podio all'E-Prix di Monaco mentre lo svizzero nell'E-Prix di Giacarta, entrambi i podi sono due seconde posizioni. Per l'E-Prix di Berlino, causa impegni nel campionato WEC, de Vries viene sostituito da Felipe Drugovich.

## Risultati

### Motomondiale 125
| Anno             | Pilota |     |    |     |     |     |    |     |    |    |    |     |    |    |     |    |     |     |    | Punti pilota | Posizione costruttore | Punti costruttore |
| ---------------- | ------ | --- | -- | --- | --- | --- | -- | --- | -- | -- | -- | --- | -- | -- | --- | -- | --- | --- | -- | ------------ | --------------------- | ----------------- |
| 2011             |        |     |    |     |     |     |    |     |    |    |    |     |    |    |     |    |     |     |    |              |                       |                   |
| Marcel Schrötter | 21     | 13  | 18 | Rit | 16  | Rit | 9  | 11  | 16 | NE | 14 | Rit | 15 | 11 | 12  | 11 | Rit | 12  | 36 | 3°           | 49                    |                   |
| Danny Webb       | 16     | Rit | 16 | Rit | Rit | 11  | 13 | Rit | 14 | NE | 12 | NP  | 21 | 15 | Rit | 10 | 13  | Rit | 24 | 3°           | 49                    |                   |

| Legenda | 1º posto        | 2º posto            | 3º posto            | A punti      | Senza punti        | Grassetto=Pole position Corsivo=Giro più veloce |
| Legenda | Gara non valida | Non qual./Non part. | Ritirato/Non class. | Squalificato | "-" Dato non disp. | Grassetto=Pole position Corsivo=Giro più veloce |

### Motomondiale Moto3
| Anno             | Pilota |     |     |     |     |     |     |     |     |    |    |     |     |     |    |     |     |     |   | Punti pilota | Posizione costruttore | Punti costruttore |
| ---------------- | ------ | --- | --- | --- | --- | --- | --- | --- | --- | -- | -- | --- | --- | --- | -- | --- | --- | --- | - | ------------ | --------------------- | ----------------- |
| 2012             |        |     |     |     |     |     |     |     |     |    |    |     |     |     |    |     |     |     |   |              |                       |                   |
| Marcel Schrötter | Rit    | 16  | 19  | 12  | Rit | 26  | Rit | Rit |     | NE |    |     |     |     |    |     |     |     | 4 | 9°           | 4                     |                   |
| Danny Webb       | 18     | Rit | Rit | Rit | Rit | Rit | Rit | 18  | 20  | NE | NP |     | Rit | 25  | 26 | Rit | NP  | Rit | 0 | 9°           | 4                     |                   |
| Riccardo Moretti |        |     |     |     |     |     |     |     | Rit | NE | 20 | NP  |     |     | NP | Rit | Rit |     | 0 | 9°           | 4                     |                   |
| Miroslav Popov   |        |     |     |     |     |     |     |     |     | NE |    | Rit | 19  | Rit |    |     |     | Rit | 0 | 9°           | 4                     |                   |

| Anno            | Pilota |    |    |     |    |   |    |     |    |     |    |    |    |    |     |    |     |     |     | Punti pilota | Posizione costruttore | Punti costruttore |
| --------------- | ------ | -- | -- | --- | -- | - | -- | --- | -- | --- | -- | -- | -- | -- | --- | -- | --- | --- | --- | ------------ | --------------------- | ----------------- |
| 2013            |        |    |    |     |    |   |    |     |    |     |    |    |    |    |     |    |     |     |     |              |                       |                   |
| Miguel Oliveira | 7      | 5  | 16 | Rit | 4  | 6 | 4  | 4   | NE | 8   | 9  | 5  | 7  | 5  | 3   | 26 | 4   | 10  | 150 | 3°           | 165                   |                   |
| Efrén Vázquez   | 10     | 14 | 8  | NP  | NP | 5 | 12 | 6   | NE | Rit | 11 | 10 | 12 | 10 | Rit | 7  | Rit | 5   | 82  | 3°           | 165                   |                   |
| Brad Binder     |        |    |    |     |    |   |    |     | NE |     |    |    | 18 | 12 | 11  | 15 | 10  | 12  | 20  | 3°           | 165                   |                   |
| Luca Amato      |        |    |    |     |    |   |    | Rit | NE |     |    |    | 24 | 25 | 20  | 28 | Rit | Rit | 0   | 3°           | 165                   |                   |

| Anno               | Pilota |     |     |     |     |    |    |    |     |     |    |     |     |     |     |    |     |    |     | Punti pilota | Posizione costruttore | Punti costruttore |
| ------------------ | ------ | --- | --- | --- | --- | -- | -- | -- | --- | --- | -- | --- | --- | --- | --- | -- | --- | -- | --- | ------------ | --------------------- | ----------------- |
| 2014               |        |     |     |     |     |    |    |    |     |     |    |     |     |     |     |    |     |    |     |              |                       |                   |
| Miguel Oliveira    | 4      | 15  | NP  | 14  | 12  | 4  | 12 | 3  | Rit | 7   | 7  | 4   | 22  | 7   | Rit | 7  | Rit | 8  | 110 | 3°           | 173                   |                   |
| Brad Binder        | 15     | Rit | 14  | Rit | 14  | 9  | 6  | 9  | 2   | 9   | 6  | 15  | 6   | 8   | 3   | 15 | Rit | 9  | 109 | 3°           | 173                   |                   |
| Alessandro Tonucci | 21     | 16  | 13  | 18  | Rit | 7  | 13 | 26 | 16  | Rit | 21 | 22  | 18  | Rit | 15  | 14 | 14  | 21 | 20  | 3°           | 173                   |                   |
| Matteo Ferrari     | Rit    | Rit | Rit | 25  | 21  | 14 | 21 | 13 | 9   | Rit | 20 | 24  | Rit | Rit | 24  | 24 | Rit | 25 | 12  | 3°           | 173                   |                   |
| Andrea Migno       |        |     |     |     |     |    |    |    |     |     |    | Rit | 8   | Rit | Rit | 17 | Rit | 18 | 8   | 3°           | 173                   |                   |

| Anno                   | Pilota |     |     |    |     |     |    |     |     |     |    |     |     |     |     |     |     |     |    | Punti pilota | Posizione costruttore | Punti costruttore |
| ---------------------- | ------ | --- | --- | -- | --- | --- | -- | --- | --- | --- | -- | --- | --- | --- | --- | --- | --- | --- | -- | ------------ | --------------------- | ----------------- |
| 2015                   |        |     |     |    |     |     |    |     |     |     |    |     |     |     |     |     |     |     |    |              |                       |                   |
| Francesco Bagnaia      | 9      | Rit | 11  | 7  | 3   | 4   | 20 | 11  | Rit | Rit | 12 | Rit | 8   | 11  | 15  | Rit | 17  | 13  | 76 | 3°           | 117                   |                   |
| Jorge Martín           | 15     | Rit | 22  | 14 | Rit | 17  | 11 | 18  | 12  | 10  | 11 | Rit | 15  | 7   | 11  | 15  | 12  | 14  | 45 | 3°           | 117                   |                   |
| Juan Francisco Guevara | 18     | Rit | Rit | 20 | 12  | Rit | 26 | Rit | NP  | 18  | 14 | 7   | Rit | 21  | 21  | Rit | 20  | Rit | 15 | 3°           | 117                   |                   |
| Stefano Manzi          |        | 24  | 18  | 19 | 15  | Rit | 27 | 22  | 22  | 19  | 24 | Rit | 14  | 12  | 18  | Rit | 13  | 19  | 10 | 3°           | 117                   |                   |
| Tatsuki Suzuki         | 23     | Rit | 27  | 23 | Rit | Rit | 22 | Rit | Rit | 23  | 20 | 10  | Rit | 16  | 13  | Rit | 21  | Rit | 9  | 3°           | 117                   |                   |
| Remy Gardner           | Rit    | 18  | 19  | 25 | Rit | 23  | 25 | 26  | 23  | 17  | 17 | 17  | Rit | 19  | Rit | 10  | 22  | Rit | 6  | 3°           | 117                   |                   |
| Manuel Pagliani        |        |     |     |    |     |     |    |     |     |     |    |     |     | Rit | 22  | 13  | Rit | 25  | 3  | 3°           | 117                   |                   |
| Matteo Ferrari         | 21     | 15  | 21  | 18 | Rit | 24  | 21 | 24  | 25  | 29  | 21 | Rit | 23  |     |     |     |     |     | 1  | 3°           | 117                   |                   |

| Anno              | Pilota |    |     |     |     |     |     |     |     |     |     |     |     |     |     |     |     |     |     | Punti pilota | Posizione costruttore | Punti costruttore |
| ----------------- | ------ | -- | --- | --- | --- | --- | --- | --- | --- | --- | --- | --- | --- | --- | --- | --- | --- | --- | --- | ------------ | --------------------- | ----------------- |
| 2016              |        |    |     |     |     |     |     |     |     |     |     |     |     |     |     |     |     |     |     |              |                       |                   |
| Francesco Bagnaia | 3      | 23 | 14  | 3   | 12  | 3   | Rit | 1   | 10  | 11  | Rit | 2   | 21  | 16  | 6   | Rit | 1   | Rit | 145 | 3°           | 211                   |                   |
| Jorge Martín      | Rit    | 8  | Rit | Rit | 18  | 14  | Rit | Inf | Rit | 6   | 2   | 10  | NP  | 6   | Rit | 6   | Rit | 10  | 72  | 3°           | 211                   |                   |
| Darryn Binder     | 23     | 30 | Rit | Rit | Rit | Rit | 12  | 17  | Rit | 17  | Rit | 21  | Rit | 26  | 22  | 4   | 10  | 12  | 27  | 3°           | 211                   |                   |
| Marcos Ramírez    |        |    |     |     |     |     |     |     |     | 26  | 18  | Rit | Rit | 27  | 17  | 7   | 6   | Rit | 19  | 3°           | 211                   |                   |
| Tatsuki Suzuki    | 28     | 27 | 19  | 15  | 15  | 19  | 14  | Rit | 11  | Rit | 13  | 25  | Rit | 21  | 15  | 13  | Rit | 18  | 16  | 3°           | 211                   |                   |
| Stefano Manzi     |        |    |     |     |     |     |     |     |     | 20  |     | 4   | 16  |     |     |     |     |     | 13  | 3°           | 211                   |                   |
| Stefano Valtulini | 29     | 28 | Rit | NP  | 22  | 24  | Rit | 18  | 20  | 28  | Rit | Rit | 26  | Rit | Rit | Rit | 13  | 31  | 3   | 3°           | 211                   |                   |
| Lorenzo Petrarca  | 31     | 31 | 24  | Rit | 24  | 25  | 22  | 20  | Rit | 30  | 24  | 28  | 24  | 29  | 21  | 17  | 14  | 28  | 2   | 3°           | 211                   |                   |

| Legenda | 1º posto        | 2º posto            | 3º posto            | A punti      | Senza punti        | Grassetto=Pole position Corsivo=Giro più veloce |
| Legenda | Gara non valida | Non qual./Non part. | Ritirato/Non class. | Squalificato | "-" Dato non disp. | Grassetto=Pole position Corsivo=Giro più veloce |

### Formula E
| Stagione | Vettura                   | Gomme | N. | Piloti            | 1    | 2    | 3   | 4   | 5    | 6   | 7   | 8   | 9   | 10  | 11  | 12  | 13  | 14  | 15  | 16  | Punti | Pos. |
| -------- | ------------------------- | ----- | -- | ----------------- | ---- | ---- | --- | --- | ---- | --- | --- | --- | --- | --- | --- | --- | --- | --- | --- | --- | ----- | ---- |
| 2014–15  | Spark-Renault SRT 01E     | M     |    |                   | PEC  | PUT  | PDE | BNA | MIA  | LBH | MON | BER | MOS | LON | LON |     |     |     |     |     | 58    | 8º   |
| 2014–15  | Spark-Renault SRT 01E     | M     | 5  | Karun Chandhok    | 5    | 6    | 13  | Rit | 14   | 12  | 13  | 18  | 12  | 12  | 13  |     |     |     |     |     | 58    | 8º   |
| 2014–15  | Spark-Renault SRT 01E     | M     | 21 | Bruno Senna       | Rit* | 14†* | 6   | 5*  | Rit* | 5   | Rit | 17  | 16  | 16  | 4   |     |     |     |     |     | 58    | 8º   |
| 2015-16  | Spark-Mahindra M2ELECTRO  | M     |    |                   | PEC  | PUT  | PDE | BNA | MEX  | LBH | PAR | BER | LON | LON |     |     |     |     |     |     | 105   | 5º   |
| 2015-16  | Spark-Mahindra M2ELECTRO  | M     | 21 | Bruno Senna       | 13   | 5    | Rit | 10  | 10   | 5   | 9   | 15  | 2   | 6   |     |     |     |     |     |     | 105   | 5º   |
| 2015-16  | Spark-Mahindra M2ELECTRO  | M     | 23 | Nick Heidfeld     | 3    | 9*   | INF | 7   | 8    | 4*  | 12  | 7*  | 13* | 7   |     |     |     |     |     |     | 105   | 5º   |
| 2015-16  | Spark-Mahindra M2ELECTRO  | M     | 23 | Oliver Rowland    |      |      | 13  |     |      |     |     |     |     |     |     |     |     |     |     |     | 105   | 5º   |
| 2016-17  | Spark-Mahindra M3ELECTRO  | M     |    |                   | HKG  | MAR  | BNA | MEX | MON  | PAR | BER | BER | NYC | NYC | MTL | MTL |     |     |     |     | 215   | 3º   |
| 2016-17  | Spark-Mahindra M3ELECTRO  | M     | 19 | Felix Rosenqvist  | 15   | 3    | 18  | 16† | 6    | 4   | 1   | 2   | 15  | 2   | 9   | 2   |     |     |     |     | 215   | 3º   |
| 2016-17  | Spark-Mahindra M3ELECTRO  | M     | 23 | Nick Heidfeld     | 3    | 9    | 15  | 12  | 3    | 3   | 3   | 10  | Rit | 3*  | Rit | 5   |     |     |     |     | 215   | 3º   |
| 2017-18  | Spark-Mahindra M4ELECTRO  | M     |    |                   | HKG  | HKG  | MAR | SAN | MEX  | PDE | ROM | PAR | BER | ZUR | NYC | NYC |     |     |     |     | 138   | 4º   |
| 2017-18  | Spark-Mahindra M4ELECTRO  | M     | 19 | Felix Rosenqvist  | 14   | 1    | 1   | 4   | Rit* | 5*  | Rit | 8   | 11* | 15  | 14  | 5   |     |     |     |     | 138   | 4º   |
| 2017-18  | Spark-Mahindra M4ELECTRO  | M     | 23 | Nick Heidfeld     | 3    | 16   | 7   | Rit | Rit  | Rit | 16  | 11  | 10  | 6   | 6   | 8   |     |     |     |     | 138   | 4º   |
| 2018-19  | Spark-Mahindra M5ELECTRO  | M     |    |                   | DIR  | MAR  | SAN | MEX | HKG  | SAY | ROM | PAR | MON | BER | BRN | NYC | NYC |     |     |     | 117   | 6°   |
| 2018-19  | Spark-Mahindra M5ELECTRO  | M     | 64 | Jérôme d'Ambrosio | 3    | 1    | 10* | 4   | Rit  | 6   | 8   | 17† | 11  | 17  | 13  | 9   | 11  |     |     |     | 117   | 6°   |
| 2018-19  | Spark-Mahindra M5ELECTRO  | M     | 94 | Felix Rosenqvist  | Rit  |      |     |     |      |     |     |     |     |     |     |     |     |     |     |     | 117   | 6°   |
| 2018-19  | Spark-Mahindra M5ELECTRO  | M     | 94 | Pascal Wehrlein   |      | Rit* | 2   | 6   | Rit* | 7   | 10  | 10  | 4   | 10  | Rit | 7   | 12  |     |     |     | 117   | 6°   |
| 2019-20  | Spark-Mahindra M6ELECTRO  | M     |    |                   | DIR  | DIR  | SAN | MEX | MAR  | BER | BER | BER | BER | BER | BER |     |     |     |     |     | 49    | 9°   |
| 2019-20  | Spark-Mahindra M6ELECTRO  | M     | 64 | Jérôme d'Ambrosio | 9    | NP   | NC  | 10  | 13*  | 5   | SQ  | 7   | 15  | 16  | 18  |     |     |     |     |     | 49    | 9°   |
| 2019-20  | Spark-Mahindra M6ELECTRO  | M     | 94 | Pascal Wehrlein   | 11   | 15   | 4   | 9   | 22*  |     |     |     |     |     |     |     |     |     |     |     | 49    | 9°   |
| 2019-20  | Spark-Mahindra M6ELECTRO  | M     | 94 | Alex Lynn         |      |      |     |     |      | 12  | 11  | 17  | 9   | 5   | 8   |     |     |     |     |     | 49    | 9°   |
| 2020-21  | Spark-Mahindra M7ELECTRO  | M     |    |                   | DIR  | DIR  | ROM | ROM | VAL  | VAL | MON | PUE | PUE | NYC | NYC | LON | LON | BER | BER |     | 132   | 9°   |
| 2020-21  | Spark-Mahindra M7ELECTRO  | M     | 29 | Alexander Sims    | 7    | Rit  | Rit | 2   | SQ   | 23  | Rit | 4   | Rit | Rit | 6   | Rit | 16  | 17  | 5   |     | 132   | 9°   |
| 2020-21  | Spark-Mahindra M7ELECTRO  | M     | 94 | Alex Lynn         | Rit  | Rit  | 8   | 17  | SQG  | 3   | 9   | 10  | 6   | 11  | 9   | 3   | 1   | 20  | 13  |     | 132   | 9°   |
| 2021-22  | Spark-Mahindra M8ELECTRO  | M     |    |                   | DIR  | DIR  | MEX | ROM | ROM  | MON | BER | BER | JAK | MAR | NYC | NYC | LON | LON | SEO | SEO | 46    | 8°   |
| 2021-22  | Spark-Mahindra M8ELECTRO  | M     | 30 | Oliver Rowland    | Rit  | 8    | 16  | Rit | Rit  | Rit | 11  | 7   | Rit | 10  | 13  | 14  | Rit | Rit | 2   | Rit | 46    | 8°   |
| 2021-22  | Spark-Mahindra M8ELECTRO  | M     | 29 | Alexander Sims    | 14   | Rit  | Rit | 12  | Rit  | 11  | 9   | 18  | 15  | 14  | 14  | 4   | 13  | 11  | Rit | 12  | 46    | 8°   |
| 2022-23  | Spark-Mahindra M9ELECTRO  | H     |    |                   | MEX  | DIR  | DIR | HYD | CAP  | SAP | BER | BER | MON | GIA | GIA | POR | ROM | ROM | LON | LON | 41    | 10°  |
| 2022-23  | Spark-Mahindra M9ELECTRO  | H     | 8  | Oliver Rowland    | 13   | 19   | Rit | 6   | WD   | 16  | 10  | 14  | Rit |     |     |     |     |     |     |     | 41    | 10°  |
| 2022-23  | Spark-Mahindra M9ELECTRO  | H     | 8  | Roberto Merhi     |      |      |     |     |      |     |     |     |     | 18  | 17  | Rit | 12  | Rit | 15  | 20  | 41    | 10°  |
| 2022-23  | Spark-Mahindra M9ELECTRO  | H     | 11 | Lucas Di Grassi   | 3    | 13   | 16  | 14  | WD   | 13  | 11  | 12  | 12  | 14  | 14  | 7   | Rit | Rit | 6   | 18  | 41    | 10°  |
| 2023-24  | Spark-Mahindra M9ELECTRO  | H     |    |                   | MEX  | DIR  | DIR | SAP | TOK  | MIS | MIS | MON | BER | BER | SHA | SHA | POR | POR | LON | LON | 47    | 10°  |
| 2023-24  | Spark-Mahindra M9ELECTRO  | H     | 21 | Nyck de Vries     | 15   | 17   | 15  | 14  | Rit  | 14  | 15  | 12  |     |     | 7   | 16  | 12  | Rit | 4   | 16  | 47    | 10°  |
| 2023-24  | Spark-Mahindra M9ELECTRO  | H     | 21 | Jordan King       |      |      |     |     |      |     |     |     | 12  | 18  |     |     |     |     |     |     | 47    | 10°  |
| 2023-24  | Spark-Mahindra M9ELECTRO  | H     | 48 | Edoardo Mortara   | 13   | 15   | 11  | 12  | SQ   | Rit | 13  | Rit | 8   | 16  | Rit | 13  | 4   | Rit | 5   | Rit | 47    | 10°  |
| 2024-25  | Spark-Mahindra M11Electro | H     |    |                   | SAP  | MEX  | GED | GED | MIA  | MON | MON | TOK | TOK | SHA | SHA | GIA | BER | BER | LON | LON | 5º    | 121  |
| 2024-25  | Spark-Mahindra M11Electro | H     | 21 | Nyck de Vries     | 6    | 8    | 4   | 13  | 11   | 2   | 5   | 11  | 15  | 8   | 12  | Rit |     |     |     |     | 5º    | 121  |
| 2024-25  | Spark-Mahindra M11Electro | H     | 48 | Edoardo Mortara   | 5    | 19   | 7   | 10  | 5    | 4   | 12  | 6   | 12  | Rit | 19  | 2   |     |     |     |     | 5º    | 121  |

| Legenda | 1º posto                | 2º posto        | 3º posto            | A punti      | Senza punti | Grassetto=Pole position Corsivo=Giro più veloce |
| Legenda | Solo prove/Terzo pilota | Non qualificato | Ritirato/Non class. | Squalificato | Non partito | Grassetto=Pole position Corsivo=Giro più veloce |

- G: Pilota col giro più veloce nel gruppo di qualifica.
- *: Fanboost
- †: Pilota che non ha concluso la gara ma che è stato classificato per aver completato più del 90% della distanza della gara.